# Kaubi (Saaremaa)
Kaubi is een plaats in de Estlandse gemeente Saaremaa, provincie Saaremaa. De plaats heeft de status van dorp (Estisch: küla).
Tot in december 2014 behoorde Kaubi tot de gemeente Kaarma, tot in oktober 2017 tot de gemeente Lääne-Saare en sindsdien tot de fusiegemeente Saaremaa.

## Bevolking
Het dorp had 62 inwoners op 31 december 2011 en 70 inwoners op 31 december 2021.

## Geschiedenis
Kaubi werd voor het eerst genoemd in 1645 als boerderij onder de naam Kaupi Simon. In 1798 was Kaubi een dorp op het landgoed van Eikla.
In 1977 werden Kaubi en het buurdorp Koidula samengevoegd tot één dorp Eikla. In 1997 werd Eikla opgesplitst in drie dorpen: Koidula, Kaubi en Eikla.